# Синя дупка
Синя дупка е голяма морска пещера или карстова фуния, чиято повърхност е отворена и се е образувала на бряг или остров, съставен от карбонатни скали (варовик или коралов риф). Сините дупки обикновено съдържат вода, повлияна от приливите и отливите, със сладък, солен или смесен състав. Те се простират под морското равнище и може да водят до подводни пещери или проходи. Добре познати примери за такива дупки могат да бъдат намерени в Южнокитайско море, Белиз, Бахамите, Гуам, Австралия и Египет. Сините дупки се различават от сеноте в това, че последните са ями на сушата, пълни със сладка подземна вода, вместо с морска.

## Описание
Сините дупки са приблизително кръгли депресии със стръмни стени и дължат името си на контраста между техните тъмносини, дълбоки води и светлосините, плитки води около тях. Циркулацията на водата в тях е слаба и често под определена дълбочина кислородът е изчерпан. Такава среда е неблагоприятна за повечето морски организми, но все пак може да поддържа голям брой бактерии. Тъмносиният цвят се дължи на високата прозрачност на водата и ярко белия карбонатен пясък. Синята светлина е единствената, която се запазва от целия цветови спектър във водата и успява да бъде отразена от пясъка и да се върне обратно.
Най-дълбоката синя дупка в света е дълбока 300,89 метра и се намира в Южнокитайско море. Нарича се Драконова дупка или Лонгдонг. В горната част на дупката са намерени над 20 вида организми, а на дълбочина под 100 m – нито един. Повечето сини дупки, обаче, са дълбоки около 100 – 120 m. Диаметърът на окръжността обикновено варира от 25 – 30 до 300 m.
Сините дупки са се появили по време на ледени епохи, когато нивото на световния океан е било около 100 – 120 m по-ниско от днешно време. През тези периоди образуванията са били подложени на ерозия от дъжд и химическо изветряне, характерни за всички варовикови местности. Тези процеси спрели веднъж, щом образуванията се потопили под вода.
Повечето сини дупки съдържат сладка и солена вода. В халоклина, където се срещат сладките и солените води, протича корозивна реакция, която разяжда скалата. С времето този процес може да създаде странични проходи или хоризонтални ръкави, които се разклоняват от вертикалната пещера. Въпросните проходи могат да бъдат много дълги – понякога над 600 m.

## Разпространение
Сините дупки обикновено се срещат на плитки карбонатни брегове, като тези на Бахамските острови или около полуостров Юкатан. Някои дълбоки извори, създадени от карстови процеси и намиращи са на континентална част, също се наричат сини дупки.

## Форми на живот
Много различни вкаменелости са намерени в сини дупки. Сред тях има такива на крокодили и костенурки.